# Kizugawa, Kyōto
Kizugawa (木津川市 Kizugawa-shi) là một thành phố thuộc phủ Kyōto, Nhật Bản.